# Zen Nihon Kendō Renmei
Der Zen Nihon Kendō Renmei (jap. 全日本剣道連盟, „Alljapanischer Kendōverband“), kurz: ZNKR; englisch All Japan Kendo Federation, (kurz: AJKF) ist der älteste und größte Sportverband für Kendō nach eigenen Angaben mit 477.000 aktiven Sportlern in seiner Zuständigkeit, zuzüglich auch der zurzeit inaktiven Inhaber von Dangraden – insgesamt 1,48 Millionen sind in Japan registriert – ergibt sich eine Summe von 1,66 Millionen. Seine gleichnamige Vorgängerorganisation wurde 1928 gegründet, 1945 aber nach den amerikanischen Besatzungsstatuten aufgelöst. Eine Neugründung erfolgte im Oktober 1952 nach dem Ende des Verbots der Kampfkünste. Neben der Korea Kumdo Association ist der Kendōverband der einzige Verband, der sich auch mit Kendō als Profisport befasst. Trotz des weltweiten Anspruchs der International Kendo Federation ist der ZNKR gewissermaßen deren Mutterverband. Neben Kendō vertritt der Nationalverband auch die Belange des Jōdō und ein eigenes Iaidō-System, das Seitei Iai. Der gegenwärtige Präsident ist Yoshimitsu Takeyasu, Vizepräsident ist Seiichi Kagaya.